# Јарослав Шифер
Јарослав Шифер (рођ. 12. августа 1895. Загреб − умро 29. новембра 1982. Загреб)
Играо је левог бека у првој репрезентацији Југославије 28. августа 1920. на олимпијском турниру у Антверпену, а био је и члан екипе која је 28. јуна 1922. против Чехословачке (4:3) у Загребу забележила прву победу нашег националног тима. Ушао је у историју репрезентације Југославије и као први играч који је 8. јуна 1922. против Румуније (1:2) у Београду извео први једанаестерац за Југославију (и постигао једини гол за наш тим на овој утакмици).
Оштар у старту и с одличним постављањем, почео је да игра још пре Првог светског рата и у дресу Грађанског из Загреба и освојио 1923. године прво национално првенство Југославије (Краљевивине Срба, Хрвата и Словенаца). Био је и један од најбољих играча приликом гостовања „модрих“ у Шпанији 1922. и 1923. године, кад је побеђена и славна ФК Барселона (1:0). Ушао је у ред најбољих бекова југословенског фудбала између два светска рата.
Дрес градске селекције Загреба облачио је 15 пута (1920−1923), а играо је на свих шест првих утакмица репрезентације Југославије (1920−1922). Дебитовао је 28. августа 1920. против Чехословачке (0:7) у Антверпену (Белгија), а од националног дреса опростио се 1. октобра 1922. на пријатељској утакмици против Пољске (1:3) у Загребу.
По занимању је био столар, а умро је 1982. у 88. години.

## Трофеји

### ХШК Грађански
- Првенство (1): 1923.